# Jan Klepetář
Jan Klepetář (16. listopadu 1902 – 10. srpna 1978) byl československý novinář a levicový literát.

## Život a dílo
Otec Josef pracoval jako železniční inženýr. Poté byl roku 1912 přeložen do Loun a jeho syn Jan se na zdejší reálce seznámil s Konstantinem Bieblem a Karlem Konrádem, s nimiž vydával i studentský časopis Ruch a ve Studentské revue, zde například i s Vítězslavem Nezvalem. V Lounech se aktivně zapojil do dění kolem 28. října 1918. Maturitu ale složil v Praze na gymnáziu na Smíchově. Následně začíná studovat Lékařskou fakultu Univerzity Karlovy, od roku 1920 jako řádný posluchač, ukončil ji roku 1925 a o dva roky později složil rigorózní zkoušky.
Mezitím roku 1922 vydává svou první básnickou sbírku.
Později přešel do levicové avantgardní Revue Apollon a ještě později (1924/1925) se stal dramaturgem divadla Komedie.
Roku 1925 píše utopickou divadelní hru Zlato, jež získala ocenění Proletkultu.
Mikuláš Sikorski, redaktor časopisu Slovák, a Ján Michalko, slovenský národovec, se seznamují v Praze, společně inscenovali roce 1926 fingovanou svatbu Jána Michalka s Margitou Verešmártyovou, uspořádanou pro Michalkovy nevalné majetkové poměry. Po odhalení jsou v ohrožení trestního oznámení, Verešmártyová byla v dubnu 1926 na Slovensku, ale Klepetářova role nebyla nikdy vyjasněna.
Roku 1927 vydává pod pseudonymem Jaromír Novák knížku Prostitutky, jak žijí, milují a umírají. Předmluvu k ní Klepetářovi napsal Ferdinand Peroutka.
V únoru 1928 proběhl soudní proces iniciovaný Margitou Verešmártyovou. V květnu je Klepetář odsouzen na doživotí a později 15 let odnětí svobody. Jeho kauza byla i mediálně sledována. Z vazby si podal žádost o sňatek, která byla zamítnuta. Usiloval i o obnovu svého procesu. Ve vězení se učil i cizí jazyky. Roku 1937 byl podmínečně propuštěn na prezidentskou amnestii. Po propuštění přijal nové jméno Jan Karsten.
Po propuštění pracoval v propagačním oddělení Melantrichu a pracoval také jako překladatel.
Roku 1948 mu byl vymazán zbytek trestu. I nadále tak usiloval o obnovu procesu, aby byl očištěn.
Po válce emigroval i s manželkou do Švédska, poté se přesunul do NSR, kde působil jako zmocněnec České kulturní rady v exilu pro Švýcarsko, kde vykonával i lékařskou praxi a studoval zde dále psychiatrii. V exilu přispíval do krajanské literatury pod jménem Jan Ještědský.
Roku 1964 odešel do Spojených států a získává i americké občanství.
Roku 1974 se jako americký občan prostřednictvím velvyslanectví přijíždí do Prahy k obnově svého procesu a působí jako americký občan žijící v Praze. Jeho obhájcem byl Otakar Motejl.